# ATX Open
ATX Open – kobiecy turniej tenisowy kategorii WTA 250 zaliczany do cyklu WTA Tour, rozgrywany na kortach twardych w amerykańskim Austin od 2023 roku.

## Mecze finałowe

### Gra pojedyncza kobiet
| Rok  | Zwyciężczyni   | Finalistka        | Wynik       |
| 2025 | Jessica Pegula | McCartney Kessler | 7:5, 6:2    |
| 2024 | Yuan Yue       | Wang Xiyu         | 6:4, 7:6(4) |
| 2023 | Marta Kostiuk  | Warwara Graczowa  | 6:3, 7:5    |

### Gra podwójna kobiet
| Rok  | Zwyciężczynie                  | Finalistki                           | Wynik          |
| 2025 | Anna Blinkowa Yuan Yue         | McCartney Kessler Zhang Shuai        | 3:6, 6:1, 10–4 |
| 2024 | Olivia Gadecki Olivia Nicholls | Katarzyna Kawa Bibiane Schoofs       | 6:2, 6:4       |
| 2023 | Erin Routliffe Aldila Sutjiadi | Nicole Melichar-Martinez Ellen Perez | 6:4, 3:6, 10–8 |